# Tembelang Gunung
Tembelang Gunung is een bestuurslaag in het regentschap Pekalongan van de provincie Midden-Java, Indonesië. Tembelang Gunung telt 1231 inwoners (volkstelling 2010).